# ロジャー・クリスチャン (アイスホッケー)
ロジャー・クリスチャン（Roger Christian、1935年12月1日 - 2011年11月9日）は、アメリカ合衆国ミネソタ州ワーロード出身のアイスホッケー選手。

## 経歴
1960年のスコーバレーオリンピックのアメリカ合衆国代表に選出された。同大会ではソビエト連邦が
2-2で引き分けたスウェーデン戦で3得点をあげている。また金メダルを決めたチェコスロバキアとの最終戦、第2ピリオドまで3-4とリードされていた試合の第3ピリオドに3得点をあげて金メダル獲得に貢献した。
地元のアマチュアチーム、ワーロード・レイカーズで1955年から1974年まで20年間プレーし、引退したとき彼の背番号7は永久欠番となった。
1989年にアメリカ合衆国アイスホッケーの殿堂入りを果たした。
現役引退後はスティックや用具メーカーであるクリスチャンブラザーズを設立し、数百万ドルの財産を築いた。しかし、1990年代に入ると巨大メーカーとの争いで経営は厳しくなり工場は閉鎖された。
2009年コロラド州デンバーを本拠地とするHarrow社により、ミネソタ州でのクリスチャンブラザーズのネームブランドが評価され、買収された。
2011年、ノースダコタ州グランドフォークスで死去。

## 家族
弟のビル・クリスチャンもアイスホッケー選手でスコーバレーオリンピックで共に金メダルを獲得した。甥のデイブ・クリスチャンもアイスホッケー選手で、1980年のレークプラシッドオリンピックで金メダルを獲得した。

## 詳細情報

### 代表歴
- 1960年スコーバレーオリンピックアイスホッケーアメリカ合衆国代表